# Дансандел

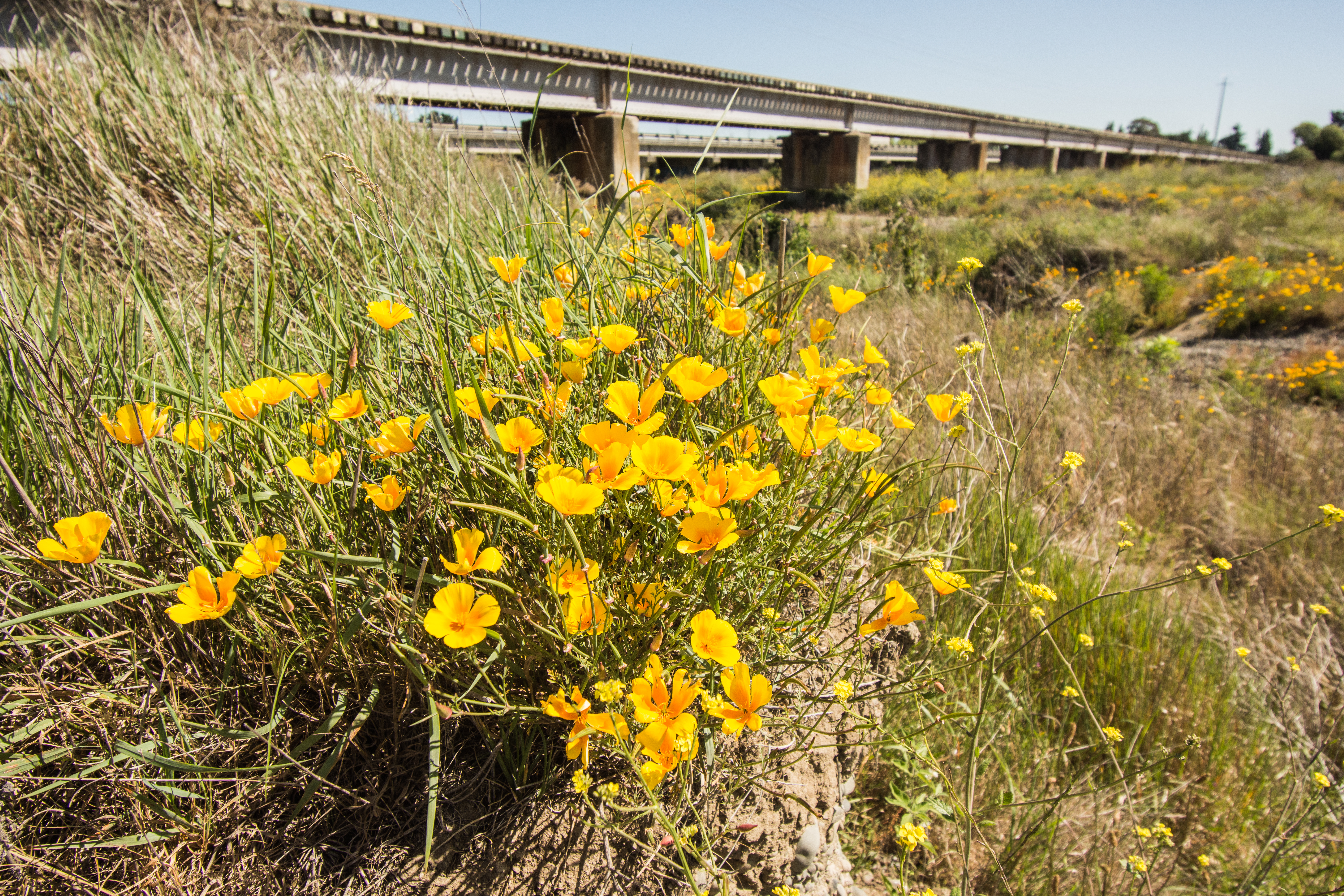
Мост через реку Селуин в Дансанделе.

Дансандел (англ. Dunsandel) — небольшой посёлок в регионе Кентербери на Южном острове Новой Зеландии. Посёлок расположен на Кентерберийской равнине к югу от реки Селуин, в 40 километрах к югу от Крайстчерча.
Через Дансандел проходит государственное шоссе 1 (SH1), и посёлок находится на середине пути между Крайстчерчем и Ашбертоном. Из посёлка дороги ведут в Листон, Саутбридж и Хорорату. Путешественники могут отдохнуть в посёлке и перекусить в местных кафе.
Посёлок был основан с целью поддержки местных сельхозпроизводителей, в том числе молочного производства, овцеводства и растениеводства. Кроме того, здесь действуют ветеринарная служба, транспортные компании и ремонтные мастерские. Посёлок был назван в честь замка Дансандл — дома Роберта Дейли. Дейли владел участком, на котором позже появился посёлок.
В посёлке есть начальная школа, рассчитанная примерно на 150 человек. Здесь базируется местный крикетный клуб, чья команда считается одной из лучших в районе Элсмир.

## Демография
Дансандел описывается Статистическим управлением Новой Зеландии как сельское поселение и занимает площадь 1,94 км2. Он является частью статистического района Бэнксайд.
По данным переписи населения Новой Зеландии 2018 года, население Дансандела составляло 438 человек, что на 3 человека (-0,7 %) меньше по сравнению с переписью 2013 года и на 39 человек (9,8 %) больше по сравнению с переписью 2006 года. Имелось 156 домохозяйств. Мужчин было 210, женщин — 228, что даёт соотношение полов 0,92 мужчины на женщину. 105 человек (24,0 %) в возрасте до 15 лет, 63 (14,4 %) в возрасте от 15 до 29 лет, 213 (48,6 %) в возрасте от 30 до 64 лет и 57 (13,0 %) в возрасте 65 лет и старше.
Этническая принадлежность населения: 93,8 % европейцев/пакеха, 9,6 % маори, 0,7 % тихоокеанцев и 1,4 % азиатов (общее число превышает 100 %, так как люди могли идентифицировать себя с несколькими этническими группами).
Хотя некоторые люди отказались назвать свою религию, результаты опроса показали, что 65,1 % не исповедуют никакой религии, 23,3 % являются христианами, а 2,7 % исповедуют другие религии.
Из тех, кому было не менее 15 лет, 33 (9,9 %) человека имели степень бакалавра или выше, а 63 (18,9 %) человека не имели формальной квалификации. Статус занятости среди лиц в возрасте не менее 15 лет был следующим: 207 (62,2 %) человек были заняты полный рабочий день, 45 (13,5 %) — неполный рабочий день и 9 (2,7 %) — безработные.

### Бэнксайд
Статистический район Бэнксайд занимает площадь 359,56 км2. По оценкам, на июнь 2021 года его население составляло 1820 человек, а плотность населения — 5,1 человека на км2.
По данным переписи населения Новой Зеландии 2018 года, население Бэнксайда составляло 1656 человек, что на 51 человека (3,2 %) больше по сравнению с переписью 2013 года и на 291 человека (21,3 %) больше по сравнению с переписью 2006 года. Имелось 627 домохозяйств. Мужчин было 873, женщин — 783, что даёт соотношение полов 1,11 мужчин на одну женщину. Средний возраст составлял 32,9 года (по сравнению с 37,4 годами по стране), 375 человек (22,6 %) в возрасте до 15 лет, 342 (20,7 %) в возрасте от 15 до 29 лет, 798 (48,2 %) в возрасте от 30 до 64 лет и 144 (8,7 %) в возрасте 65 лет и старше.
Этническая принадлежность населения: 82,4 % европейцев/пакеха, 6,3 % маори, 1,3 % тихоокеанцев, 11,8 % азиатов и 3,8 % других этнических групп (общее число превышает 100 %, так как люди могли идентифицировать себя с несколькими этническими группами). Доля людей, родившихся за границей, составила 24,8 %, по сравнению с 27,1 % по стране.
Хотя некоторые люди отказались назвать свою религию, 53,6 % не исповедуют никакой религии, 33,0 % являются христианами, 0,9 % — индуистами, 0,9 % — буддистами и 3,6 % исповедуют другие религии.
Из тех, кому было не менее 15 лет, 216 (16,9 %) человек имели степень бакалавра или выше, а 216 (16,9 %) человек не имели формальной квалификации. Медианный доход составлял $45 100, по сравнению с $31 800 по стране. Статус занятости лиц в возрасте не менее 15 лет был следующим: 822 (64,2 %) человека были заняты полный рабочий день, 180 (14,1 %) — неполный рабочий день и 27 (2,1 %) — безработные.

## Образование
Дансанделская школа — контрибуционная начальная школа для учеников с 1 по 6 классы. По состоянию на март 2021 года в ней обучалось 110 человек. Школа открылась в 1879 году. Школы Селуина и Верхнего Селуина объединились в Дансданнелскую школу в 1936 году.